# Leonard Boyarsky

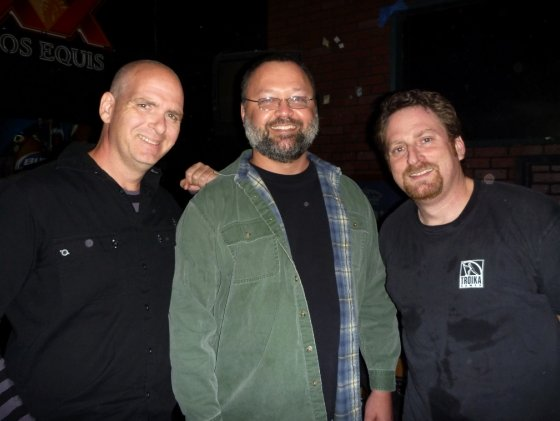
Leonard Boyarsky (rechts)

Leonard Boyarsky ist ein US-amerikanischer Spieleentwickler und Visual Artist. Er war unter anderem maßgeblich an der Entwicklung der Computer-Rollenspiele Fallout und Diablo 3 beteiligt.

## Karriere

### Ausbildung
Nachdem er einen Bachelor-Abschluss in Illustration an der California State University, Fullerton und einen Bachelor der Fachrichtung Fine Art am Art Center College of Design erworben hatte, arbeitete Boyarsky 1992 als freiberuflicher Grafiker für die US-amerikanischen Spieleentwickler Interplay Entertainment (Wall Street Manager und Castles 2) und Maxis (Unnatural Selection).

### Interplay Entertainment (1992–1998)
Nach seinen freiberuflichen Tätigkeiten für Interplay wurde er dort schließlich als Art Director, Lead Artist und Designer/Writer eingestellt. Seine erste Arbeit als Lead Artist war das 1995 veröffentlichte Rollenspiel Stonekeep. Zwei Jahre später beendete er seine Arbeit als Art Director für das postapokalyptische Rollenspiel Fallout, dessen Stil er mit dem erkennbaren futuristischen 1950er-Grafikstil, den humoresken Vault-Boy-Bildern und dem ungewöhnlichen Ende entscheidend mitprägte. Weiterhin war er an der Finalisierung der Spieldialoge beteiligt. Für den Nachfolger Fallout 2 entwarf er die overall gameplay refinements sowie den Haupthandlungsrahmen einschließlich Quests, Gebieten und Charakteren. Er verließ Interplay jedoch gemeinsam mit seinen Fallout-Kollegen Tim Cain und Jason D. Anderson bereits kurze Zeit nach Entwicklungsbeginn des Spiels, um das Entwicklungsstudio Troika Games zu gründen. Auf die Frage, warum er Interplay verlassen habe, antwortete Boyarsky später:

“Interplay had been a great place to work, and we felt that it was losing a lot of what we felt was great about it, and that they were making a lot of bad decisions that would destroy the company. We were about five or six years early on that, but we saw the writing on the wall. If Baldur's Gate hadn't hit big, Interplay might well have imploded much earlier, but we left about a year before BG was even released.”

„Interplay war einmal ein großartiger Platz zum Arbeiten und wir fühlten, dass es viel von dem einbüßte, was wir für so großartig hielten, und dass sie zu dem Zeitpunkt eine Menge Entscheidungen trafen, die die Firma zerstören würden. Wir waren damit fünf oder sechs Jahre zu früh dran, aber wir haben die Zeichen an der Wand bereits erkannt. Wenn Baldur’s Gate kein solch großen Erfolg gehabt hätte, wäre Interplay möglicherweise schon viel früher implodiert, aber wir sind bereits ein Jahr vor der Veröffentlichung von BG gegangen.“

### Troika Games (1998–2005)
Innerhalb von Troika Games hatte Boyarsky verschiedene Rollen inne, unter anderem als Projektleiter, Art Director, Designer/Writer und CEO. Für Troikas erstes Projekt, das Steampunk-Rollenspiel Arcanum: Von Dampfmaschinen und Magie, übernahm er ähnliche Aufgaben wahr wie bereits für Fallout: er war zuständig für die stilistische Ausrichtung, die Dialoggestaltung und das Questdesign. Für Troikas dritten und letzten Titel, das 2004 veröffentlichte Vampire: The Masquerade – Bloodlines war Boyarsky Projektleiter und Art Director. Er arbeitete außerdem an der Demo eines namenlosen postapokalyptischen Rollenspiels, für das jedoch kein Publisher gefunden werden konnte. Bereits im Juli 2004 waren die Rechte für die Entwicklung eines neuen Fallout-Titels an Bethesda Softworks gegangen. In einem Interview brachte Boyarsky seine Enttäuschung darüber zum Ausdruck:

“To be perfectly honest, I was extremely disappointed that we did not get the chance to make the next Fallout game. This has nothing to do with Bethesda, it's just that we've always felt that Fallout was ours and it was just a technicality that Interplay happened to own it. It sort of felt as if our child had been sold to the highest bidder, and we had to just sit by and watch. Since I have absolutely no idea what their plans are, I can't comment on whether I think they're going in the right direction with it or not.”

„Um ganz ehrlich zu sein, war ich sehr enttäuscht darüber, dass wir nicht die Chance bekommen haben, das nächste Fallout zu machen. Das hat nichts mit Bethesda zu tun, es ist nur, dass Fallout unserem Empfinden nach immer uns gehörte und es eine rein zufällige technische Formalität war, dass es im Besitz von Interplay war. Es hat sich in etwa so angefühlt, als wäre unser Kind an den Höchstbietenden verkauft worden und wir konnten nur dasitzen und zugucken. Und da ich absolut keine Idee habe, was sie vorhaben, kann ich nicht kommentieren, ob sie damit in die richtige Richtung gehen oder nicht.“

Nachdem Troika kein Anschlussprojekt und damit nicht die notwendige Finanzierung zur Aufrechterhaltung des Geschäftsbetriebs sichern konnte, wurden nach der Fertigstellung von Bloodlines alle Mitarbeiter entlassen und der Geschäftsbetrieb aufgegeben. Am 25. Februar 2005 gab Leonard Boyarsky die Schließung von Troika Games bekannt.

### Blizzard Entertainment (seit 2006)
Nach der Schließung von Troika nahm Boyarsky ein Jahr Auszeit aufgrund eines Burnout-Syndroms. 2006 erhielt er ein Angebot des kalifornischen Entwicklers Blizzard Entertainment an der Handlung und den Rollenspielelementen des Action-Rollenspiels Diablo 3 mitzuwirken. Boyarski willigte ein und erhielt einen Job als Lead World Designer. Diablo 3 wurde nach langer Entwicklungszeit 2012 veröffentlicht. Mit 3,5 Millionen Käufern am Erscheinungstag gelang Blizzard damit der bis dato erfolgreichste Verkaufsstart eines PC-Spiels.

### Obsidian Entertainment (seit 2016)
2016 wechselte Boyarski zu Obsidian Entertainment und arbeitete als leitender Entwickler an The Outer Worlds.

## Ludografie
- Castles 2: Siege & Conquest (1992)
- Unnatural Selection (1993)
- Stonekeep (1995)
- Fallout (1997)
- Fallout 2 (1998)
- Arcanum: Von Dampfmaschinen und Magie (2001)
- Vampire: The Masquerade – Bloodlines (2004)
- Diablo 3 (2012)
- The Outer Worlds (2019)